# Gregori I Boncompagni
Gregori I Boncompagni (Isola di Liri 7 de juliol de 1642 - Roma 1 de febrer de 1707) fou fill d'Ugo Boncompagni (duc de Sora i Arce, marquès de Vignola i comte d'Aquino des del 1636, i mort el 1676) i de Maria Ruffo, filla de Francesco Ruffo duc de Bagnara (nascuda a Bagnara el 1620 i morta a l'illa de Liri el 1705). Aquest matrimoni va tenir tretze fills.
Gregori I fou des del 1676 duc de Sora i Arce, marquès de Vignola i comte d'Aquino.
El 1666 es va casar a Alvito amb Giustina Gallio, filla de Tolomeo II duc d'Alvito, que va morir a Milà el 1679. El 19 d'octubre de 1681 es va casar amb Hipòlita I Ludovisi que el 1700 va heretar el Piombino, del que Gregorio fou príncep per dret de la seva dona, amb tots els títols inherents, fins a la seva mort el 1707.
La seva dona va morir el 29 de desembre de 1724. Va deixar vuit fills: Boncompagno Tolomeo (1667-1668), Ugo (1684-1686), Maria Eleonora I Buoncompgani que el va succeir, Constanza (1687 -1768, casada amb Vicenzo Giustiniani príncep de Bassano), Teresa (1692 -1744 casada amb Urbano Barberini príncep de Palestrina), Giulia (1695-1751 casada amb Marco Ottoboni duc de Fiano, i després amb Giovanni Battista Giustiniani príncep de Bassano), Anna Maria (1696-1752 casada amb Giovanni Vincenzo Salviati duc de Giuliano) i Lavinia Ludovica (1697-1773 casada amb Marino Caracciolo príncep de Santobuono).